# Karl Jensen-Hjell
Karl Jensen-Hjell (Til 1987: Karl Gustav Jensen-Hjell, født 26. november 1862 i Kristiania, Norge; død 7. februar 1888 i Lofthus, Hardanger) var en norsk kunstmaler.
Han studerede blandt andet i Kristiania og München, og 1886 også i Italien og Paris.
Jensen-Hjell tilhørte kredsen omkring Edvard Munch der portrætterede ham i et maleri som var Munchs bidrag til Høstutstillingen i Kristiania i 1885.
Ikke meget er kendt om Jensen-Hjells korte liv, han døde 1888 af tuberkulose, 25 år gammel.
Jensen-Hjell malede blandt andet landskaber og interiører, som Ved Vinduet, der tilhører Nasjonalgalleriet.
| '                                                                                    |                                                                             |
| - Jensen-Hjell og hans søster - Foto af Ludwik Szaciński (no) - Jensen-Hjells søster | - Ved vinduet 1887 - Ved vinduet, 1887 Personen er vennen Kalle Løchen (no) |

| '                                                                                                   |
| - Landskaber - Udsigt fra St. Hanshaugen, 1883 (En have i Oslo) - Vindfangerbugten ved Drøbak, 1886 |

| '                                                                               |                                                                              |
| - Interiører - Interiør fra Numedal, 1884 - Stueinteriør hos Dr, Dedichen, 1887 | - Model for Edvard Munch - Jensen-Hjell som model Tête-à-tête af Munch, 1885 |

Andre titler af Jensen-Hjell:
- Sommerdag i Valdres, privat eje

"... I sitt siste leveår malte J.-H. i Valdres. Av tre bilder herfra, alle vist på Høstutstillingen samme år, er Sommerdag i Valdres (privat eie) det viktigste, et forsøk på å skape en sammenfattende form i sterke kontrastfarger. ..."  – 
 Kataloget "Høstutstillingen 1887" (pdf-fil) har for Jensen-Hjell tre billeder: 80: Sommerdag i Valders – 81: Fra Frydenlund i Valders – 82: Et Lensmandskontor (fra Valders) – NB: I kataloget staves 'Valders' og ikke Valdres
- Fra Capri 1886